# Bateau à fond plat

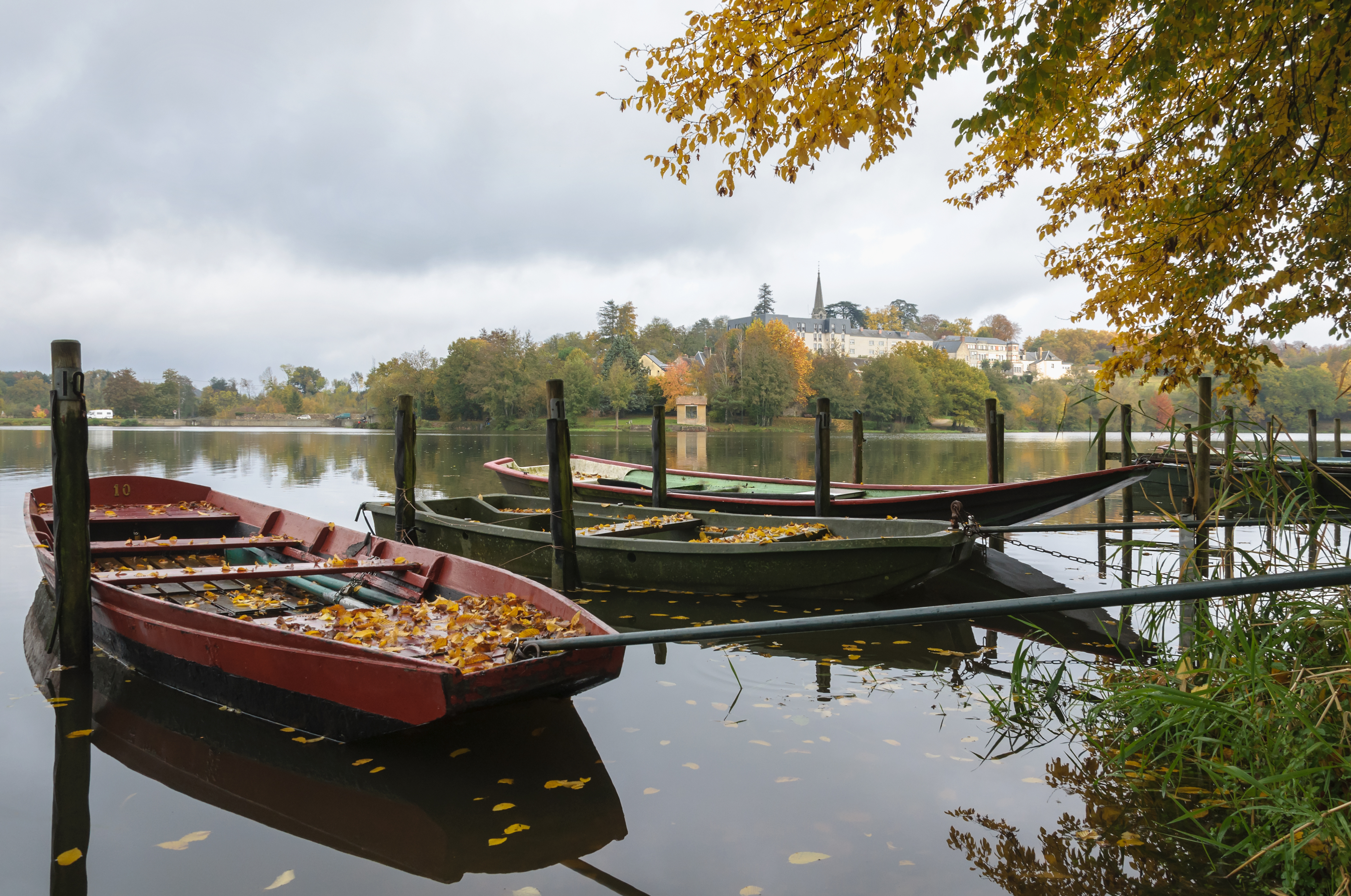
Barques à fond plat sur l'étang du Val Joyeux à Château-la-Vallière (Indre-et-Loire, région Centre-Val de Loire, France).

Un bateau à fond plat est un bateau doté d'une coque à deux bouchains dépourvue de quille.
Le faible tirant d'eau des bateaux à fond plat leur permet d'être utilisés sur des plans d'eau peu profonds comme les rivières et les lacs, car ils sont moins susceptibles de s'échouer que les bateaux munis d'une quille ou d'une coque en forme de V. La coque plate rend également ces bateaux plus stables en eau calme, ce qui est bon pour les chasseurs et les pêcheurs. En revanche ils sont moins stables en eau agitée car ils se déplacent sur l'eau au lieu de la traverser. La construction des bateaux à fond plat est assez simple, ce qui la rend accessible aux simples particuliers.

## Au Royaume-Uni
Les bateaux à fond plat ont été popularisés en Grande-Bretagne lors du projet français d'invasion en 1759, quand un grand nombre de bateaux à fond plat ont été préparés par les Français pour transporter la force d'invasion à travers la Manche et qu'un certain nombre ont été détruits lors du raid britannique sur Le Havre. Les fonds plats sont mentionnés dans la chanson Heart of Oak écrite par David Garrick en 1759, un chant de marins devenu traditionnel.